# Joel Ekstrand
Lars Henning Joel Ekstrand (* 4. února 1989, Lund) je švédský fotbalový obránce a reprezentant, který hraje v anglickém klubu Watford FC (k prosinci 2015).

## Klubová kariéra
- Lunds BK (mládež)
- Helsingborgs IF (mládež)
- Helsingborgs IF 2008–2011
- Udinese Calcio 2011–2013
- →  Watford FC (hostování) 2012–2013
- Watford FC 2013–

## Reprezentační kariéra
Ekstrand reprezentoval Švédsko v mládežnických kategoriích včetně U21.
V A-mužstvu Švédska debutoval 23. 1. 2010 v přátelském utkání v Damašku proti reprezentaci Sýrie (remíza 1:1).